# M (film, 2007, Myeong-se)
Pour les articles homonymes, voir M et M (film).
Pour plus de détails, voir Fiche technique et Distribution.
M (hangeul : 엠 ; RR : Em) est un film dramatique psychologique coécrit et réalisé par Lee Myeong-se, sorti en 2007.
Il est présenté en avant-première mondiale au festival international du film de Toronto et le final cut, en avant-première au festival international du film de Busan,.

## Synopsis
Le jeune éminent auteur Min-woo (Kang Dong-won) prépare son nouveau roman très attendu, même s’il souffre du syndrome de la page blanche, ainsi que de fréquents cauchemars et hallucinations. Cette maladie inexplicable affecte sa vie personnelle et professionnelle. Bientôt, il se perd entre le fantastique et le réel. Sa paranoïa l’entraîne dans un bistro dans une ruelle modeste et sombre, et rencontre une jeune femme charmante nommée Mi-mi (Lee Yeon-hee)…

## Fiche technique
Sauf indication contraire ou complémentaire, les informations mentionnées dans cette section peuvent être confirmées par la base de données KMDb
- Titre original : 엠
- Titre international : M
- Réalisation : Lee Myeong-se
- Scénario : Jo Jin-gook, Lee Hae-kyeong et Lee Myeong-se
- Musique : Jo Seong-woo et Choe Yong-rak
- Décors : Yoon Sang-yoon et Yoo Joo-ho
- Costumes : Jung Wook-jun et Lee Sang-bong
- Photographie : Hong Kyung-pyo
- Son : Park Jun-o
- Montage : Ko Im-pyo (en)
- Production : Oh Su-mi
- Société de production : Production M
- Société de distribution : Chungeoram Film
- Pays d’origine :  Corée du Sud
- Langue originale : coréen
- Format : couleur
- Genre : drame psychologique
- Durée : 109 minutes
- Dates de sortie :
  - Canada : septembre 2007 (Festival international du film de Toronto)
  - Corée du Sud : 25 octobre 2007

## Distribution
- Kang Dong-won : Min-woo
- Lee Yeon-hee : Mi-mi
- Gong Hyo-jin : Eun-hye
- Jun Moo-song : le serveur
- Song Young-chang : le directeur Jang
- Seo Dong-soo : le rédacteur en chef
- Jung In-gi : le docteur
- Im Won-hee : Sung-woo
- Lim Ju-hwan : l’homme sous le parapluie
- Seo Dong-soo : l’éditeur
- Kim Dong-hwa : l’amie de Min-woo
- Choi Dae-sung : l’ami de Min-woo
- Jeong Bo-hoon : l’amie de Min-woo
- Yoon Ga-hyun : la sœur du groom
- Kwon Jeong-min l’ami de Min-woo

## Accueil

### Festivals et sortie
Le film est sélectionné et présenté en avant-première mondiale en septembre 2007 au festival international du film de Toronto et le final cut, en avant-première au festival international du film de Busan,.
Il sort le 25 octobre 2007 en Corée du Sud.

### Box-office
Le film est vu par 428 717 spectateurs dans 375 salles en Corée du Sud.

## Distinctions

### Récompenses
- Korean Film Awards 2007[5] :
  - Meilleure photographie pour Hong Kyung-pyo
  - Meilleurs décors pour Yoon Sang-yoon et Yoo Joo-ho

- Buil Film Awards 2008 :
  - Meilleurs décors pour Yoon Sang-yoon et Yoo Joo-ho
  - Meilleur éclairage pour Choi Chul-soo

- Grand Bell Awards 2008 : Meilleurs décors pour Yoon Sang-yoon et Yoo Joo-ho

### Nominations
- Korean Film Awards 2007 :
  - Meilleur film
  - Meilleur réalisateur pour Lee Myeong-se
  - Meilleur monteur pour Ko Im-pyo
  - Meilleurs effets spéciaux pour Jang Seong-ho
  - Meilleur espoir féminin pour Lee Yeon-hee

- Baeksang Arts Awards 2008 :
  - Meilleur réalisateur pour Lee Myeong-se
  - Meilleur espoir féminin pour Lee Yeon-hee

- Buil Film Awards 2008 :
  - Meilleure actrice dans un second rôle pour Gong Hyo-jin
  - Meilleure photographie pour Hong Kyung-pyo

- Grand Bell Awards 2008 :
  - Meilleur monteur pour Ko Im-pyo
  - Meilleurs effets visuels pour Jeong Do-an et Yu Yeong-jae
  - Meilleur son pour Park Jun-oh

- Blue Dragon Film Awards 2008 :
  - Meilleure photographie pour Hong Kyung-pyo
  - Meilleurs décors pour Yoon Sang-yoon et Yoo Joo-ho
  - Meilleur éclairage pour Choi Chul-soo